# Oceanisch kampioenschap hockey 2001
De tweede editie van het Oceanisch kampioenschap hockey werd in 2001 gehouden. Zowel bij de mannen als vrouwen namen enkel Australië en Nieuw-Zeeland deel. De mannen speelden drie keer in het Australische Melbourne, de vrouwen in de Nieuw-Zeelandse steden Wellington, Albany (Auckland) en Hamilton. In beide toernooien won Australië. 

## Mannen
| Team          | GS | W | G | V | DV | DT | DS | Ptn |
| ------------- | -- | - | - | - | -- | -- | -- | --- |
| Australië     | 3  | 2 | 1 | 0 | 8  | 5  | +3 | 7   |
| Nieuw-Zeeland | 3  | 0 | 1 | 2 | 5  | 8  | -3 | 1   |

| 10 mei 2001 |       |               |           |
| Australië   | 3 – 1 | Nieuw-Zeeland | Melbourne |
|             |       |               | Melbourne |

| 12 mei 2001 |       |               |           |
| Australië   | 1 – 1 | Nieuw-Zeeland | Melbourne |
|             |       |               | Melbourne |

| 13 mei 2001 |       |               |           |
| Australië   | 4 – 3 | Nieuw-Zeeland | Melbourne |
|             |       |               | Melbourne |

Eindrangschikking
| Rang   | Land          |
| ------ | ------------- |
| Goud   | Australië     |
| Zilver | Nieuw-Zeeland |

## Vrouwen
| Team          | GS | W | G | V | DV | DT | DS | Ptn |
| ------------- | -- | - | - | - | -- | -- | -- | --- |
| Australië     | 3  | 3 | 0 | 0 | 11 | 4  | +7 | 6   |
| Nieuw-Zeeland | 3  | 0 | 0 | 3 | 4  | 11 | -7 | 0   |

| 26 juli 2001  |       |           |            |
| Nieuw-Zeeland | 1 – 3 | Australië | Wellington |
|               |       |           | Wellington |

| 28 juli 2001  |       |           |                   |
| Nieuw-Zeeland | 2 – 5 | Australië | Albany (Auckland) |
|               |       |           | Albany (Auckland) |

| 29 juli 2001  |       |           |          |
| Nieuw-Zeeland | 1 – 3 | Australië | Hamilton |
|               |       |           | Hamilton |

Eindrangschikking
| Rang   | Land          |
| ------ | ------------- |
| Goud   | Australië     |
| Zilver | Nieuw-Zeeland |

Australië (m, v) & Nieuw-Zeeland (v) 1999 · 
Australië (m) & Nieuw-Zeeland (v) 2001 · 
Australië (m) & Nieuw-Zeeland (m, v) 2003 · 
Suva (m) & Australië (v) & Nieuw-Zeeland (v) 2005 · 
Buderim 2007 · 
Invercargill 2009 · 
Hobart 2011 · 
Stratford 2013 · 
Stratford 2015 · 
Sydney 2017 · 
Rockhampton 2019